# Hesperalbizia occidentalis
Genre
Espèce
Statut de conservation UICN

ENB1+2c : En danger
Hesperalbizia occidentalis est une espèce de plantes à fleurs dicotylédones de la famille des Fabaceae, sous-famille des Faboideae, originaire du Mexique. C'est l'unique espèce acceptée du genre Hesperalbizia (genre monotypique). Certains auteurs classent cette espèce dans le genre Albizzia sous le nom d’Albizzia occidentalis Brandegee) Barneby & J.W. Grimes.

## Synonymes
Selon The Plant List (3 décembre 2018) : 
- Albizia obliqua Britton & Rose
- Albizia occidentalis Brandegee[5]
- Albizia plurijuga (Standl.) Britton & Rose
- Albizzia obliqua Britton & Rose
- Albizzia plurijuga (Standl.) Britton & Rose
- Leucaena plurijuga Standl.